# Horst Stumpff
Horst Stumpff (ur. 20 listopada 1887 w Gießen, zm. 25 listopada 1958 w Hamburgu) – niemiecki generał wojsk pancernych. Służył podczas I i II wojny światowej. Jego bratem był generał Luftwaffe Hans-Jürgen Stumpff.
Po zakończeniu I wojny światowej kontynuował służbę w armii Republiki Weimarskiej. W czasie II wojny światowej był dowódcą 3 Dywizji Pancernej i 20 Dywizji Pancernej.

## Odznaczenia
- Krzyż Żelazny (1914) 
  - II klasy
  - I klasy
- Krzyż Rycerski (29 września 1941)[2]